# Mirjam de Blécourt
M.A. (Mirjam) de Blécourt-Wouterse (Zeist, 8 maart 1964) is een Nederlandse arbeidsrechtadvocaat en politica namens de VVD.

## Biografie
Mirjam Wouterse studeerde rechten aan de Rijksuniversiteit Leiden, waar zij in 1987 afstudeerde. Vervolgens studeerde ze tot 1990 Belastingrecht. Hierna trad De Blécourt in dienst bij het advocatenkantoor Baker & McKenzie. Sinds 1999 is zij partner Arbeidsrecht. Van 2003 tot 2007 en van 2011 tot 2013 was zij lid van de raad van bestuur van Baker McKenzie Amsterdam. De Blécourt zet zich in voor diversiteit en gelijke behandeling van vrouwen. 
De Blécourt is naamgever en grondlegger van een collectief ontslagsysteem; de 'Methode De Blécourt' ook gekend als de stoelendansmethode.  
Ze heeft meegeschreven aan de wet met het streefcijfer voor een evenwichtige zetelverdeling tussen mannen en vrouwen in bestuur en raad van commissarissen van ondernemingen. Deze wet is op 13 april 2017 in werking gesteld. 
In 2018, 2017, 2016, 2015, 2014 en 2013 is De Blécourt opgenomen in de Volkskrant Top 200 van invloedrijkste Nederlanders.
Sinds 2018 is De Blécourt voorzitter van de raad van toezicht bij Rutgers. De Blécourt was van juni 2019 tot juni 2023 lid van de VVD-fractie in de Eerste Kamer.
In november 2021 heeft zij een waarschuwing gekregen voor haar rol in het bestuursconflict bij de Volksbank. De voormalig operationeel directeur van deze staatsbank, Mirjam Verhoeven, voelde zich tijdens de besprekingen over haar aanstaande vertrek zwaar onder druk gezet door De Blécourt, zonder dat die werd bijgestaan door haar eigen advocaat. Daarmee heeft De Blécourt zich niet gedragen 'zoals een behoorlijk advocaat betaamt', aldus de Raad van Discipline van de Orde van Advocaten in de uitspraak.

## Publicaties
- Vrijgevochten. Prometheus (uitgeverij), Amsterdam, 2019 ISBN 9789044639506
- Stoelendans aan boord van de KLM. Boom juridisch

- Gemeinsame Normdatei: 1186947829
- International Standard Name Identifier: 0000 0003 8717 3889
- Library of Congress Control Number: no2016063955
- Nederlandse Thesaurus van Auteursnamen: 401460215
- Parlement.com: vkwrgkhx4si4
- Virtual International Authority File: 87146461453327730682
- WorldCat: E39PBJkXq7rhVGhKYhwKmpyjmd